# Uwierz w Mikołaja (film)
Uwierz w Mikołaja – polska komedia romantyczna z 2023 roku w reżyserii Anny Wieczur, oparty na powieści Magdaleny Witkiewicz o tym samym tytule.

## O filmie
Świąteczna komedia romantyczna w której stykają się dwa światy i dwa punkty widzenia Bożego Narodzenia – młodych i seniorów.
Okres zdjęciowy: styczeń – luty 2022. Zdjęcia realizowane w Bielsku-Białej, Goczałkowicach-Zdrój, okolice Milówki, Warszawie.
Piosenkę przewodnią do filmu nagrał zespół T.Love.

## Fabuła
Agnieszka z powodu gwałtownej śnieżycy zostaje odcięta od reszty świata w górskiej chatce swojej babci, a na jej drodze pojawia się tajemniczy mężczyzna w stroju Świętego Mikołaja. Pięcioletnia Zosia wraz ze swoją mamą, mimo kiepskiej sytuacji, próbują przygotować tradycyjną rodzinną wigilię, a pomóc im w tym może Robert – pełniący służbę w Święta samotny policjant. Pojawia się również szansa, aby pewien mężczyzna ponownie spędził Boże Narodzenie ze swoją ukochaną z dawnych lat – o ile kobieta jego życia znajdzie chwilę spokoju, mając pod opieką zwariowanych i nieobliczalnych pensjonariuszy domu opieki „Happy End".

## Obsada
- Teresa Lipowska – Helena, babcia Agnieszki
- Aleksandra Grabowska – Agnieszka
- Agnieszka Więdłocha – Anna
- Wiktoria Nowak – Zosia, córka Anny
- Cezary Żak – Adam, mąż Krystyny
- Lena Schimscheiner – Magda
- Antoni Pawlicki – Artur, partner Anny
- Mateusz Janicki – Robert, dzielnicowy
- Dariusz Jakubowski – lekarz
- Marta Lipińska – Sabina
- Dorota Kolak – Krystyna
- Grzegorz Daukszewicz – Mikołaj
- Elżbieta Starostecka – Eleonora
- Bohdan Łazuka – Zenon
- Krystyna Tkacz – Teresa
- Maciej Damięcki – Janek
- Izabella Olejnik – Irenka
- Dorota Stalińska – Jagoda
- Ewa Szykulska – Malwina
- Michalina Sosna-Wilkońska – Aldona
- Elżbieta Jodłowska – siostra Eleonory
- Grażyna Zielińska – siostra Eleonory
- Jerzy Rogalski – Albert
- Arkadiusz Smoleński – ochroniarz
- Sebastian Cybulski – mężczyzna przed dworcem
- Katarzyna Joda – terapeutka
- Sławomir Sidwa